# Gustav Uhlig

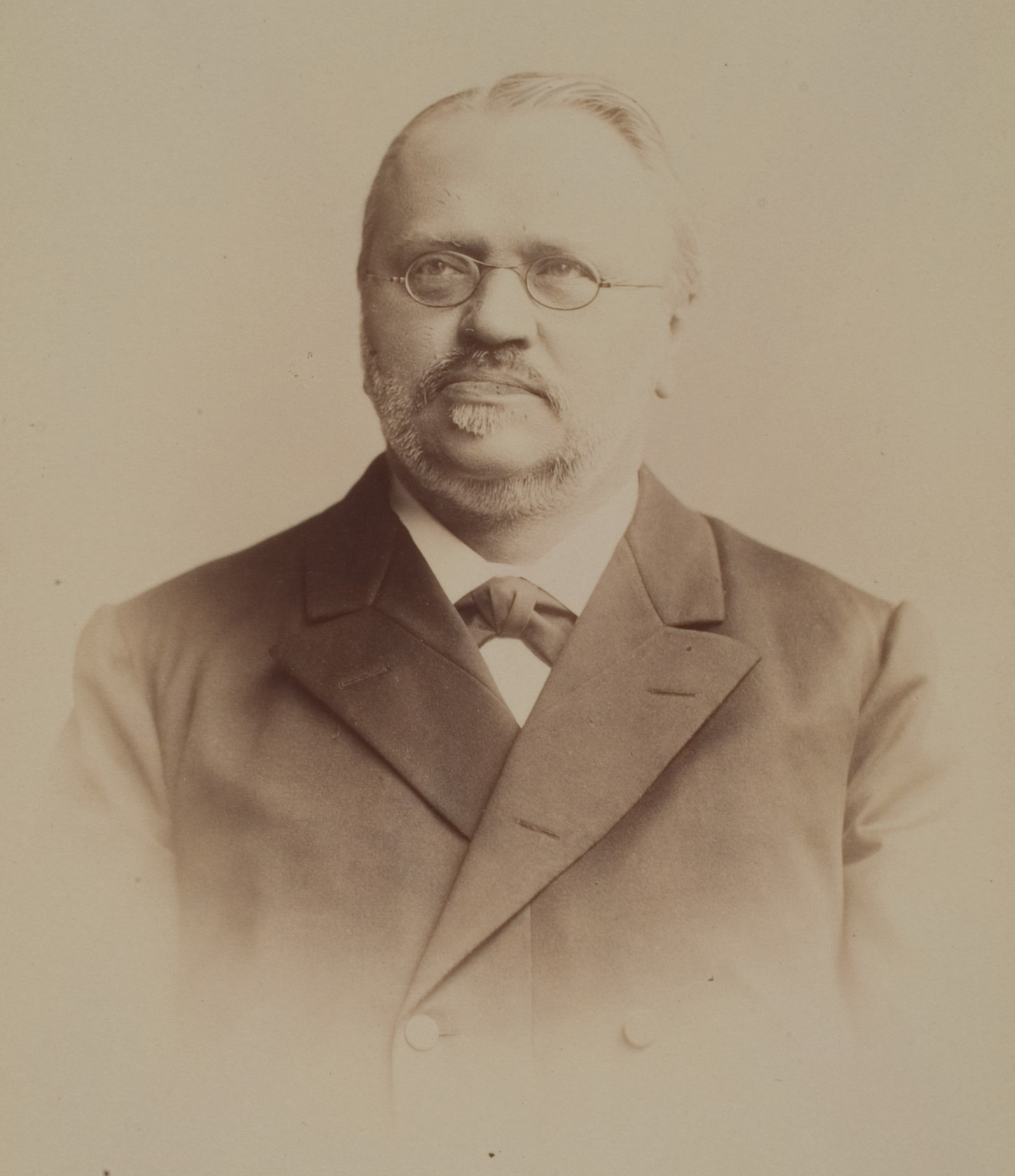
Gustav Uhlig

Gustav Uhlig (* 9. Juli 1838 in Gleiwitz; † 14. Juni 1914 in Schmiedeberg im Riesengebirge) war ein deutscher Klassischer Philologe und Gymnasialdirektor. Er leitete von 1872 bis 1899 das Großherzogliche Lyceum in Heidelberg und hielt von 1872 bis zu seinem Tod an der dortigen Universität Vorlesungen über Klassische Philologie und Pädagogik. Er engagierte sich ab den 1880er Jahren besonders für den Erhalt des humanistischen Gymnasiums und war Mitbegründer des deutschen Gymnasialvereins sowie der Zeitschrift Das humanistische Gymnasium. Von seinen wissenschaftlichen Arbeiten sind vor allem die kritischen Ausgaben der griechischen Grammatiker Dionysios Thrax (1883) und Apollonios Dyskolos (1910) hervorzuheben.

## Leben
Gustav Uhlig, der Sohn des Architekten Carl Uhlig († 1857) und seiner Frau Auguste († 1880), wuchs in Schlesien und Pommern auf. 1844 zog die Familie nach Stettin, wo sein Vater als Regierungsbaurat wirkte. Gustav Uhlig besuchte dort zunächst bis zur Quarta die Friedrich-Wilhelms-Schule (eine Realschule mit Lateinunterricht) und wechselte dann an das Marienstiftsgymnasium, wo er von den Lehrern Karl Ludwig Peter, Ludwig Giesebrecht und Hermann Graßmann reiche Anregung für seinen weiteren Lebensweg empfing. Nach der Reifeprüfung im Herbst 1855 studierte Uhlig Klassische Philologie an der Universität Bonn. Unter den dortigen Professoren prägte ihn neben Friedrich Gottlieb Welcker und Otto Jahn insbesondere Friedrich Ritschl, der ihn auf die griechischen Grammatiker hinwies; ein Forschungsschwerpunkt, dem sich Uhlig sein Leben lang widmete. In Bonn trat Uhlig in die Burschenschaft Frankonia ein. Zum Sommersemester 1858 wechselte er an die Berliner Universität und besuchte dort Vorlesungen bei August Boeckh, Eduard Gerhard, Moriz Haupt, Karl Müllenhoff und Friedrich Adolf Trendelenburg. Im Herbst 1860 erkrankte Uhlig und musste sein Studium zwei Jahre lang unterbrechen. Er arbeitete in dieser Zeit an seiner Dissertation über Apollonios Dyskolos, mit der er am 1. März 1862 zum Dr. phil. promoviert wurde. Beim Rigorosum waren seine Studienfreunde Lucian Müller, Franz Eyssenhardt und Karl Zangemeister Opponenten.
Nach dem Studienabschluss reiste Uhlig mehrmals zur Kur in die Schweiz. In Zürich lernte er Hermann Köchly kennen und habilitierte sich auf seinen Rat im Sommer 1864 für Klassische Philologie an der Universität Zürich, wo er ab dem Wintersemester 1864/65 Vorlesungen hielt. Ab Januar 1865 unterrichtete Uhlig außerdem als Vertretungslehrer am Zürcher Gymnasium. 1866 nahm er eine Lehrerstelle an der Kantonsschule Aarau an, hielt aber weiterhin Vorlesungen in Zürich, wo er im Herbst 1869 zum außerordentlichen Professor ernannt wurde. Nach einer Bildungs- und Forschungsreise durch Italien und Griechenland (1869/70) heiratete er im Sommer 1870 Hedwig Maresch, mit der er sich zwei Jahre zuvor verlobt hatte. Ein Sohn des Paares, Carl Uhlig (1872–1938), wurde später Professor für Geographie an der Universität Tübingen.
Nach sieben Jahren ging Uhligs Zeit in der Schweiz zu Ende: Der badische Oberschulrat Gustav Wendt, mit der Reform des Schulwesens im Großherzogtum betraut, bot ihm eine Direktorenstelle an einem Gymnasium an. Uhlig stimmte zu und wurde am 22. Dezember 1871 zum Direktor des Großherzoglichen Lyceums in Heidelberg ernannt. Er trat sein Amt am 29. April 1872 an und gestaltete im Einvernehmen mit der Schulbehörde das Lyceum nach preußischem Vorbild um. Während seiner 26-jährigen Amtszeit nahm die Schülerzahl stetig zu, so dass gegen Ende der 1880er Jahre ein Neubau nötig wurde, den die Schule 1894 bezog. Neben dem Unterricht und der Schulverwaltung setzte Uhlig in Heidelberg auch seine wissenschaftliche Tätigkeit fort: Er hielt ab 1872 philologische, ab 1876 auch pädagogische und didaktische Lehrveranstaltungen an der Universität Heidelberg ab, die ihn am 9. August 1872 zum außerordentlichen Professor und 1878 zum Honorarprofessor ernannte. Uhlig war außerdem mit der Weiterbildung der badischen Mittelschul- und Oberlehrer und mit der Neuordnung des Lehramtsreferendariats (1907) betraut. Zwischendurch unternahm er mehrere Bildungs- und Forschungsreisen: 1885 nach Paris und England, 1887 nach Schweden und Norwegen, 1889 nach Dänemark und im Winter 1894/95 nach Italien, Ägypten, Palästina und Kleinasien.
Öffentliche Wirkung entfaltete Uhlig besonders durch sein Engagement für den Erhalt des humanistischen Gymnasiums. In die Debatte um die Hochschulreife griff er ab den 1880er Jahren immer wieder ein. Den Gegnern der klassischen Bildung, die eine Reform der Sekundarschulen nach psychologischen und pragmatischen Gesichtspunkten und einen Abbau des altsprachlichen Unterrichts forderten, setzte er entgegen, dass die Schulbildung nur nach den Erkenntnissen der Pädagogik, insbesondere der Bildungsgeschichte gestaltet werden dürfe. Er führte auch seine Kenntnisse der ausländischen Schulsysteme als positive und negative Beispiele an. Gegen die Angriffe des Vereins deutscher Realschullehrer initiierte Uhlig die „Heidelberger Erklärung“, die im Juli 1888 erschien und die Vorwürfe gegen das humanistische Gymnasium zurückwies. Viele andere Universitäten schlossen sich dem an und veröffentlichten ähnliche Erklärungen.
Um den Anhängern der klassischen Bildung ein Sprachrohr zu geben, begründete Uhlig 1890 zusammen mit Gleichgesinnten aus ganz Deutschland die Zeitschrift Das humanistische Gymnasium, die er bis an sein Lebensende herausgab. Uhlig selbst wurde vom preußischen Kultusminister als Vertreter des badischen Schulwesens zur Dezember-Konferenz 1890 in Berlin eingeladen, die schließlich beschloss, dass Latein- und Griechischunterricht zum Erwerb der Hochschulreife nicht länger notwendig sei. In Reaktion auf diesen Beschluss gründete Uhlig zusammen mit Oskar Jäger und anderen den deutschen Gymnasialverein. In den folgenden Jahren trat Uhlig als Vorstandsmitglied dieses Vereins, als Herausgeber der Zeitschrift Das humanistische Gymnasium sowie durch zahlreiche Denkschriften und Aufsätze für den Erhalt der humanistischen Bildung ein. In einer Rückschau auf die ersten 50 Jahre des Vereins stellte Hermann Ostern fest: „Als treibende Kraft hinter all dem stand von Anfang an Gustav Uhlig, der deshalb mit Recht als der eigentliche οἰκιστής des Vereins wie der Zeitschrift zu betrachten ist.“
Für seine Verdienste erhielt Uhlig mehrere Auszeichnungen im In- und Ausland: 1872 das Ritterkreuz 1. Klasse des Ordens vom Zähringer Löwen, 1890 das Ritterkreuz des schwedischen Nordstern-Ordens, 1891 den preußischen Kronen-Orden 3. Klasse, 1896 das Ritterkreuz des Ordens Berthold des Ersten, 1897 wurde er zum Geheimen Hofrat ernannt. Aus gesundheitlichen Gründen trat Uhlig Ostern 1899 als Gymnasialdirektor in den Ruhestand. Seine Forschungsarbeit, sein öffentliches Engagement für das Gymnasialwesen und seine Vorlesungen an der Universität (ab 1899 als ordentlicher Honorarprofessor) setzte er bis zu seinem Tode fort. Er reiste mehrmals nach Rom und Florenz, wo er in der Vatikanischen Bibliothek und in der Biblioteca Laurenziana Handschriften für seine Ausgabe des griechischen Grammatikers Apollonios Dyskolos untersuchte. Die kritische Edition erschien 1910 nach jahrzehntelangen Vorarbeiten und wurde noch 1965 nachgedruckt.
Auf einem Besuch bei Verwandten in Schmiedeberg im Riesengebirge im Juni 1914 erkrankte Uhlig an einer Lungenentzündung und starb nach wenigen Tagen am 14. Juni 1914. Er wurde am 16. Juni 1914 unter großer öffentlicher Anteilnahme auf dem Bergfriedhof Heidelberg beigesetzt.

## Schriften (Auswahl)
- Emendationum Apollonianarum specimen. Berlin 1862 (Dissertation)
- Appendix artis Dionysii Thracis ab G. Uhligio recensitae. Leipzig 1881
- mit Adalbert Merx: Dionysii Thracis ars grammatica, qualem exemplaria vetustissima exhibent. Subcriptis discrepantiis et testimoniis, quae in codicibus recentioribus scholiis erotematis apud alios scriptores interpretem armenium reperiuntur. Leipzig 1883 (Grammatici Graeci 1,1)
- Die Stundenpläne für Gymnasien und Realgymnasien in den bedeutendsten Staaten Deutschlands. Heidelberg 1883
  - spätere Auflagen unter dem Titel: Die Stundenpläne für Gymnasien, Realschulen und lateinlose Realschulen in den bedeutendsten Staaten Deutschlands. 2. Auflage 1884. 3. Auflage 1891
- Die Einheitsschule mit lateinlosem Unterbau. Heidelberg 1892
- Apollonii Dyscoli de constructione libri quattuor. Recensuit apparatu critico et explanationibus instruxit Gustavus Uhlig. Adiectae sunt tabulae phototypicae duae. Leipzig 1910. Nachdruck Hildesheim 1965 (Grammatici Graeci 2,2)
- Die Entwicklung des Kampfes gegen das Gymnasium. Wien/Leipzig 1910